# 3 avril en sport
3 mars 3 mai
Chronologies thématiques
- Croisades
- Ferroviaires
- Disney

Le 3 avril (93e jour de l'année ou 94e en cas d'année bissextile) en sport.

## Événements

### XIVesiècle
- 1369 :
  - (Omnisports) : le roi de France Charles V interdit la pratique des jeux (dés, soule, paume, etc.) sous peine d’amende et recommande la pratique du tir à l’arc. Malgré l'interdit royal, la pratique perdure au grand jour !

### XIXesiècle
- 1839 :
  - (Aviron) : The Boat Race entre les équipes universitaires d'Oxford et de Cambridge. Cambridge s'impose.
- 1846 :
  - (Aviron) : The Boat Race entre les équipes universitaires d'Oxford et de Cambridge. Cambridge s'impose.
- 1852 :
  - (Aviron) : The Boat Race entre les équipes universitaires d'Oxford et de Cambridge. Oxford s'impose[1].
- 1880 :
  - (Football) : à Glasgow (Hampden Park), l'Écosse s'impose 5-1 face au Pays de Galles devant 2000 spectateurs.
- 1886 :
  - (Aviron) : The Boat Race entre les équipes universitaires d'Oxford et de Cambridge. Cambridge s'impose.
  - (Football /Coupe d'Angleterre) : finale de la 15e FA Challenge Cup (130 inscrits). Blackburn Rovers 0, West Bromwich Albion 0 devant 15 000 spectateurs au Kennington Oval, la finale à rejouer.
- 1897 :
  - (Aviron) : The Boat Race entre les équipes universitaires d'Oxford et de Cambridge. Oxford s'impose.

### XXesièclede1901à1950
- 1904 :
  - (Cyclisme sur route) : victoire d'Hippolyte Aucouturier lors de Paris-Roubaix.
- 1909 :
  - (Aviron) : The Boat Race entre les équipes universitaires d'Oxford et de Cambridge. Oxford s'impose.
- 1910 :
  - (Cyclisme sur route) : victoire d'Eugène Christophe lors du Milan-San Remo.
- 1921 :
  - (Cyclisme sur route) : victoire de Costante Girardengo lors du Milan-San Remo.
- 1927 :
  - (Cyclisme sur route) :
    - Pietro Chesi remporte Milan-San Remo.
    - victoire de Gérard Debaets lors du tour des Flandres.
- 1930 :
  - (Hockey sur glace) : Les Canadiens de Montréal gagnent la Coupe Stanley en remportant leur deuxième match contre les Bruins de Boston.
- 1932 :
  - (Sport automobile) : Grand Prix de Tunisie à Carthage. Victoire du pilote italien Achille Varzi sur une Bugatti Type 51.
- 1938 :
  - (Sport automobile) : victoire de Clemente Biondetti et Aldo Stefani lors des Mille Miglia sur une Alfa Romeo 8C 2900B Spider MM Touring.
- 1949 :
  - (Cyclisme sur route) : victoire de Marcel Kint lors de Gand-Wevelgem.

### XXesièclede1951à2000
- 1952 :
  - (Cyclisme sur route) : victoire de Raymond Impanis lors de Gand-Wevelgem.
- 1954 :
  - (Aviron) : The Boat Race entre les équipes universitaires d'Oxford et de Cambridge. Oxford s'impose.
- 1955 :
  - (Sport automobile) : Buck Baker remporte la course Wilkes County 160 en NASCAR Grand National.
  - (Cyclisme sur route) : victoire de Brik Schotte lors de Gand-Wevelgem.
- 1960 :
  - (Sport automobile) : victoire de John Rostek lors de la Copper Cup 100 à Phoenix en NASCAR Grand National.
  - (Cyclisme) : victoire d'Arthur Decabooter lors du tour des Flandres.
- 1961 :
  - (Sport automobile) : Jim Clark s'impose sur une Lotus 18 au Grand Prix de Pau.
  - (Sport automobile) : Rex White gagne la manche de NASCAR Grand National à Winston-Salem
- 1965 :
  - (Aviron) : The Boat Race entre les équipes universitaires d'Oxford et de Cambridge. Oxford s'impose.
- 1966 :
  - (Sport automobile) : David Pearson remporte la course Hickory 250 en NASCAR Grand National.
- 1968 :
  - (Natation) : Larisa Zakharova bat le record d'Europe de natation du 200 mètres 4 nages avec un temps de 2 min 30 s 10.
- 1969 :
  - (Sport automobile) : victoire de Bobby Isaac lors de la Columbia 200 à Columbia en NASCAR Grand National.
- 1973 :
  - (Cyclisme sur route) : victoire d'Eddy Merckx lors de Gand-Wevelgem.
- 1977 :
  - (Formule 1) : Mario Andretti s'impose sur une Lotus 78 au Grand Prix des États-Unis Ouest.
  - (Sport automobile) : Darrell Waltrip remporte la course Rebel 500 sur le Darlington Raceway en NASCAR Winston Cup.
  - (Cyclisme sur route) : victoire de Roger De Vlaeminck lors du tour des Flandres.
  - (Tennis) : Chris Evert remporte la coupe Family Circle en battant Billie Jean King en finale.
- 1981 :
  - (Natation) : William Paulus bat le record du monde de natation du 100 mètres papillon avec un temps de 53 s 81.
- 1983 :
  - (Cyclisme sur route) : victoire de Jan Raas lors du tour des Flandres.
  - (Tennis) : Mats Wilander remporte le Tournoi de Monte-Carlo en battant Mel Purcell en finale.
  - (Grand Prix moto) : Freddie Spencer remporte le Grand Prix de France en 500 cm³. Alan Carter l'emporte en 250 cm³ et Ricardo Tormo gagne en 125 cm³.
- 1988 :
  - (Formule 1) : Grand Prix du Brésil à Jacarepaguá. Victoire du pilote français Alain Prost sur une McLaren MP4/4.
  - (Cyclisme sur route) : victoire d'Eddy Planckaert lors du tour des Flandres.
  - (Tennis) : Chris Evert remporte l'open de Floride en battant Arantxa Sánchez en finale.
- 1994 :
  - (WRC) : Rallye Safari au Kenya. Victoire du pilote kényan Ian Duncan sur une Toyota Celica Turbo 4WD.
  - (Cyclisme sur route) : victoire de Gianni Bugno lors du tour des Flandres.
  - (Tennis) : Conchita Martínez remporte la coupe Family Circle en battant Natasha Zvereva en finale.
- 1999 :
  - (Aviron) : The Boat Race entre les équipes universitaires d'Oxford et de Cambridge. Cambridge s'impose.

### XXIesiècle
- 2005 :
  - (Formule 1) : Grand Prix de Bahreïn à Sakhir. Victoire du pilote espagnol Fernando Alonso sur une Renault R25.
  - (Sport automobile) : victoire de Kevin Harvick lors du Food City 500 sur le Bristol Motor Speedway en NASCAR NEXTEL Cup.
  - (Cyclisme sur route) : victoire de Tom Boonen lors du tour des Flandres.
  - (Snooker) : Ding Junhui remporte le China Open. Il bat Stephen Hendry en finale sur le score de 9-5.
  - (Volley-ball) : L'Ukraine remporte le championnat d'Europe féminin de volley-ball des moins de 18 ans.
  - (Volley-ball) : La Pologne remporte le championnat d'Europe masculin de volley-ball des moins de 19 ans.
  - (Tennis) : Kim Clijsters remporte l'open de Miami en battant Maria Sharapova en finale.
- 2010 :
  - (WRC) : Rallye de Jordanie. Victoire du pilote français Sébastien Loeb sur une Citroën C4 WRC.
  - (Aviron) : The Boat Race entre les équipes universitaires d'Oxford et de Cambridge. Cambridge s'impose.
- 2011 :
  - (Cyclisme sur route) : victoire de Nick Nuyens lors du tour des Flandres.
  - (Sport automobile) : Victoire de Kevin Harvick lors de la Goody's Fast Relief 500 sur le Martinsville Speedway en NASCAR Sprint Cup.
  - (Snooker) : Judd Trump remporte le China Open. Il bat Mark Selby en finale sur le score de 10-8.
  - (Tennis) : Victoria Azarenka remporte l'open de Miami en battant Maria Sharapova en finale.
  - (Tennis) : Novak Djokovic remporte le masters de Miami en battant Rafael Nadal en finale.
  - (Grand Prix moto) : Jorge Lorenzo remporte le Grand Prix d'Espagne en MotoGp. Andrea Iannone l'emporte en Moto2 et Nicolás Terol gagne en Moto3
  - (Volley-ball) : L'Égypte remporte le championnat d'Afrique de volley-ball féminin des moins de 18 ans.
- 2013 :
  - (Cyclisme sur route) : victoire de Marcel Kittel lors du Grand Prix de l'Escaut.
- 2016 :
  - (Athlétisme /Marathon) : au Marathon de Paris, victoire chez les hommes du Kényan Cybrian Kotut en 2 h 07 min 11 s et de la Kényane Visiline Jepkesho en 2 h 25 min 53 s chez les femmes. Sur la catégorie handisport, l'Espagnol Rafael Botello Jimenez s'impose en 1 h 32 min 01 s.
  - (Compétition automobile /Formule 1) : au Grand Prix de Bahreïn, victoire de l'Allemand Nico Rosberg sur une Mercedes devant le Finlandais Kimi Räikkönen et le Britannique Lewis Hamilton.
  - (Cyclisme sur route /Classique) : sur la 100e édition de la Classique flandrienne, le Slovaque Peter Sagan remporte le Tour des Flandres en devançant le Suisse Fabian Cancellara et le belge Sep Vanmarcke.
  - (Omnisports /Dopage) : selon le Sunday Times, 150 sportifs, dont des footballeurs de Premier League, des tennismen ou encore des cyclistes auraient été dopés par un médecin britannique[2].
  - (Tennis /ATP World Tour Masters 1000) : le Serbe Novak Djokovic s'impose au Tournoi de Miami pour la 6e fois en battant le Japonais Kei Nishikori.
  - (Voile /Transat) : départ de Concarneau, de la Transat AG2R à 13 h 8 min pour rallier Saint-Barthélemy dans l'archipel des Petites Antilles.

## Naissances

### XIXesiècle
- 1865 :
  - Robert MacMillan, joueur de rugby à XV écossais. (21 sélections en équipe nationale). († 3 avril 1936).
- 1877 :
  - Alphonse Decuyper, joueur de water-polo français. Médaillé de bronze aux Jeux de Paris 1900. († 7 juin 1937).
- 1880 :
  - Jorge Gibson Brown, footballeur et joueur de cricket argentin. (23 sélections avec l'Équipe d'Argentine de football). († 3 janvier 1936).
- 1884 :
  - Jimmy Matthews, joueur de cricket australien. (8 sélections en test cricket). († 14 octobre 1943).
  - Gustave Bauer, lutteur de libre américain. Médaillé d'argent des -52 kg aux Jeux de Saint-Louis 1904. († ?).
- 1889 :
  - Marcel Lehoux, pilote de courses automobile français. († 19 juillet 1936).
- 1893 :
  - Frank Roberts, footballeur anglais. (4 sélections en équipe nationale). († 24 mai 1961).
- 1895 :
  - Dragutin Vrđuka, footballeur yougoslave. (7 sélections en équipe nationale). († 23 janvier 1948).
- 1899 :
  - David Jack, footballeur puis entraîneur anglais. (9 sélections en équipe nationale). († 10 septembre 1958).

### XXesièclede1901à1950
- 1903 :
  - Nilo Murtinho Braga, footballeur brésilien. (14 sélections en équipe nationale). († 5 février 1975).
  - Piero Pastore, footballeur puis acteur italien. Médaillé de bronze aux Jeux d'Amsterdam 1928. († 8 janvier 1968).
- 1905 :
  - Georges Lemaire, coureur cycliste belge. († 29 septembre 1933).
- 1911 :
  - Freddie Miller, boxeur américain. Champion du monde poids plumes de boxe de 1933 à 1936. († 8 mai 1962).
- 1914 :
  - Ray Getliffe, hockeyeur sur glace canadien. († 15 juin 2008).
  - Kay Stammers, joueuse de tennis britannique. († 23 décembre 2005).
  - Camillo Jerusalem, footballeur autrichien. (12 sélections en équipe nationale). († 1er août 1989).
- 1919 :
  - Antonio Dalmonte, footballeur italien. († 5 septembre 2015).
- 1920 :
  - Walter Schock, pilote de courses automobile et de rallyes allemand. († 21 décembre 2005).
- 1922 :
  - Johannes Pløger, footballeur danois. (21 sélections en équipe nationale). († 4 février 1991).
  - Yevhen Bulanchyk, athlète de haies soviétique puis ukrainien. Champion d'Europe d'athlétisme du 110 m haies 1954. († ? 1996).
- 1924 :
  - António Jesus Correia, footballeur portugais. (13 sélections en équipe nationale). († 6 août 2003).
- 1932 :
  - Michel Macquet, athlète de lancers de javelot français. († 27 octobre 2002).
- 1933 :
  - Billy Dea, hockeyeur sur glace puis entraîneur canadien.
- 1934 :
  - Jim Parker, joueur de foot U.S. américain. († 18 juillet 2005).
- 1938 :
  - Bas Maliepaard, cycliste sur route néerlandais. († 13 juillet 2024).
- 1939 :
  - Gérard Cuynet, pilote de courses automobile d'endurance et de rallyes français.
- 1942 :
  - McCoy McLemore, basketteur américain. († 30 avril 2009).
- 1945 :
  - Bernard Parent, hockeyeur sur glace canadien.
- 1947 :
  - Ladislav Kuna, footballeur puis entraîneur tchécoslovaque puis slovaque. (47 sélections avec l'équipe de Tchécoslovaquie). († 1er février 2012).
- 1948 :
  - Hans-Georg Schwarzenbeck, footballeur allemand. Champion du monde de football 1974. Champion d'Europe de football 1972. Vainqueur de la Coupe d'Europe des vainqueurs de coupe 1967, des Coupe des clubs champions 1974, 1975 et 1976. (44 sélections en équipe nationale).
- 1949 :
  - Lech Koziejowski, fleurettiste polonais. Champion olympique par équipes aux Jeux de Munich 1972 puis médaillé de bronze par équipes aux Jeux de Moscou.
- 1950 :
  - Vera Krasnova, patineuse de vitesse soviétique puis russe. médaillée d'argent du 500 m aux Jeux de Sapporo 1972.

### XXesièclede1951à2000
- 1952 :
  - Vyacheslav Lemeshev, boxeur soviétique puis russe. Champion olympique des -75 kg aux Jeux de Munich 1972. († 27 janvier 1996).
- 1953 :
  - James Smith, boxeur américain. Champion du monde poids lourds de boxe de 1986 à 1987.
- 1956 :
  - Carmelo Barone, cycliste sur route italien.
- 1959 :
  - Fermín Vélez, pilote de courses automobile d'endurance espagnol. († 31 mars 2003).
- 1961 :
  - Tim Crews, joueur de baseball américain. († 23 décembre 1993).
  - Angelo Mazzoni, épéiste italien. Médaillé de bronze par équipes aux Jeux de Los Angeles 1984 puis champion olympique par équipes aux Jeux d'Atlanta 1996 et aux Jeux de Sydney 2000. Champion du monde d'escrime de l'épée par équipes 1989, 1990 et 1993. Champion d'Europe d'escrime de l'épée individuel 1981.
  - Émile Rousseaux, volleyeur puis entraîneur belge. (243 sélections en équipe nationale). Sélectionneur de l'Équipe de France féminine depuis 2018.
- 1964 :
  - Marco Ballotta, footballeur italien. Vainqueur des Coupe d'Europe des vainqueurs de coupe 1993 et 1999.
  - Dominic Campedelli, hockeyeur sur glace américain.
  - Andreï Lomakine, hockeyeur sur glace soviétique puis russe. Champion olympique aux Jeux de Calgary 1988. († 9 décembre 2006).
  - Bjarne Riis, cycliste sur route puis directeur sportif danois. Vainqueur du Tour du Danemark 1995, du Tour de France 1996 et de l'Amstel Gold Race 1997.
  - Yelena Ruzina, athlète de sprint russe. Championne olympique du 4 × 400 m aux Jeux de Barcelone 1992.
- 1965 :
  - Katsumi Oenoki, footballeur japonais. (5 sélections en équipe nationale).
- 1966 :
  - Rémi Garde, footballeur puis entraîneur et consultant TV français. (6 sélections en équipe de France).
- 1967 :
  - Berit Digre, handballeuse norvégienne. Médaillée d'argent aux Jeux de Séoul 1988. (45 sélections en équipe nationale).
  - Pervis Ellison, basketteur américain.
  - Brent Gilchrist, hockeyeur sur glace canadien.
  - Fernando Henrique Mariano, footballeur brésilien.
  - Waltteri Immonen, hockeyeur sur glace puis entraîneur finlandais.
  - Mark Shapiro, directeur sportif de baseball américain. Président de la LMB depuis 2010.
- 1968 :
  - Santiago Aragón, footballeur espagnol. Vainqueur de la Coupe d'Europe des vainqueurs de coupe 1995.
  - Tina Iheagwam, athlète de sprint nigériane.
  - Kevin Little, athlète de sprint américain.
- 1969 :
  - Jean-Marie Aubry, footballeur français. Champion du monde de football de plage 2005.
  - Jean-Jacques Crenca, joueur de rugby à XV puis entraîneur français. Vainqueur des Grand Chelem 2002 et 2004. (39 sélections en équipe de France
- 1970 :
  - Shinji Fujiyoshi, footballeur japonais.
  - Dave Hilton, joueur de rugby à XV écossais. Vainqueur de la Coupe d'Europe de rugby 1998. (42 sélections en équipe nationale).
  - Donald-Olivier Sié, footballeur ivoirien. Champion d'Afrique de football 1992. (42 sélections en équipe nationale).
- 1971 :
  - Vitālijs Astafjevs, footballeur letton. (167 sélections en équipe nationale).
  - Emmanuel Collard, pilote de F1 et d'endurance français.
  - Robert da Silva Almeida, footballeur brésilien. (3 sélections en équipe nationale).
  - Jonathan Stark, joueur de tennis américain. Vainqueur de la Coupe Davis 1995.
  - Picabo Street, skieuse alpine américaine. Médaillée d'argent de la descente aux Jeux de Lillehammer 1994 puis championne olympique du super-G aux Jeux de Nagano 1994. Championne du monde de ski alpin de la descente 1996.
- 1972 :
  - Kenny Logan, joueur de rugby à XV écossais. Vainqueur du Tournoi des Cinq Nations 1999, du Challenge européen 2003 puis de la Coupe d'Europe de rugby 2004. (70 sélections en équipe nationale).
  - Sandrine Testud, joueuse de tennis française. Victorieuse de la Fed Cup 1997.
- 1973 :
  - Burger Lambrechts, athlète de lancers sud-africain. Champion d'Afrique d'athlétisme du poids 2010 et 2012.
  - Damien Letulle, archer français.
  - Igor Simutenkov, footballeur russe. (20 sélections en équipe nationale).
- 1974 :
  - Marcus Brown, basketteur américain. Vainqueur de la Coupe Korać 2000.
  - Klavs Bruun Jørgensen, handballeur puis entraîneur danois. (185 sélections en équipe nationale).
- 1975 :
  - Thomas Hamilton, basketteur américain.
  - Norman Jordaan, joueur de rugby à XV sud-africain. (1 sélection en équipe nationale).
  - Ivo Jan, hockeyeur sur glace slovène.
  - Masaki Ogawa, footballeur japonais.
  - Michael Olowokandi, basketteur nigérian.
  - Koji Uehara, joueur de baseball japonais.
- 1976 :
  - Nicolas Escudé, joueur de tennis puis entraîneur français. Vainqueur de la Coupe Davis 2001.
- 1977 :
  - Alen Avdić, footballeur bosnien. (3 sélections en équipe nationale).
  - Chael Sonnen, pratiquant américain d'arts martiaux mixtes (MMA).
- 1978 :
  - Tim Cornelisse, footballeur néerlandais.
  - Daniel Corso, hockeyeur sur glace canadien.
  - Michael Gravgaard, footballeur danois. (18 sélections en équipe nationale).
  - Tommy Haas, joueur de tennis allemand. Médaillé d'argent en simple aux Jeux de Sydney 2000.
  - John Smit, joueur de rugby sud-africain. Champion du monde de rugby à XV 2007. Vainqueur des Tri-nations 2004 et 2009. (111 sélections en équipe nationale).
- 1979 :
  - Nayef al-Kadhi, footballeur saoudien. (28 sélections en équipe nationale).
  - Živilė Balčiūnaitė, athlète de fond lituanienne.
  - Zoumana Camara, footballeur français. (1 sélection en équipe nationale).
  - Joséphine Mbarga-Bikié, athlète de sauts et de sprint camerounaise. Championne d'Afrique d'athlétisme de la longueur 2006.
  - Leandro Ricardo Vieira, footballeur brésilien.
  - Steve Simonsen, footballeur anglais.
- 1980 :
  - Andy Goode, joueur de rugby XV anglais.
  - Mathieu Goubel, céiste français.
  - Luc-Arthur Vebobe, basketteur français.
  - Simon Watson, hockeyeur sur glace canadien.
- 1981 :
  - Jared Allen, joueur de foot U.S. américain.
  - Ryan Doumit, joueur de baseball américain.
  - Michel Léveillé, hockeyeur sur glace canadien.
  - Éric Péron, navigateur français.
  - DeShawn Stevenson, basketteur américain.
- 1982 :
  - Deny Bärtschi, hockeyeur sur glace suisse.
  - Deryk Engelland, hockeyeur sur glace canadien.
  - Mike Knoepfli, hockeyeur sur glace canado-suisse.
  - Ruben Schaken, footballeur néerlandais. (4 sélections en équipe nationale).
- 1983 :
  - Ludovic Butelle, footballeur français.
  - Yannick Caballero, joueur de rugby XV français. (1 sélection en équipe de France).
  - Joseph Crabb, hockeyeur sur glace américain.
  - Ben Foster, footballeur britannique. (8 sélections en équipe nationale).
  - Carl Manu, joueur de rugby à XV Samoan. (4 sélections en équipe nationale).
  - Anay Tejeda, athlète de haies cubaine.
  - Stephen Weiss, hockeyeur sur glace canadien.
- 1984 :
  - Jonathan Blondel, footballeur belge. (4 sélections en équipe nationale).
  - Bernard Brogan, joueur de football gaélique irlandais.
  - Selina Gasparin, biathlète suisse. Médaillée d'argent du 15 km individuel aux Jeux de Sotchi 2014.
  - Maximiliano Gastón López, footballeur argentin. Vainqueur de la Ligue des champions 2006.
  - Jean-Pierre Pérez, joueur de rugby à XV français.
- 1985 :
  - Julien Bardy, joueur de rugby à XV franco-portugais. (24 sélections avec l'équipe du Portugal).
  - Gerald Coleman, hockeyeur sur glace américain.
  - Armintie Harrington, basketteuse américaine.
  - Dmytro Krivtsov, cycliste sur route ukrainien.
  - Jari-Matti Latvala, pilote de rallye finlandais. (17 victoires en rallyes)
- 1986 :
  - Stephanie Cox, footballeuse américaine. Championne olympique aux Jeux de Pékin 2008. (82 sélections en équipe nationale).
  - Annalisa Cucinotta, cycliste sur route et sur piste italienne.
  - Sytske de Groot, rameuse néerlandaise. Médaillée de bronze en huit aux Jeux de Londres 2012.
  - Ella Masar, footballeuse américaine. (5 sélections en équipe nationale).
  - Sergio Sánchez Ortega, footballeur espagnol. (1 sélection en équipe nationale).
- 1987 :
  - Jay Bruce, joueur de baseball américain.
  - Steve Downie, hockeyeur sur glace canadien.
  - Gary Hirsch, pilote automobile suisse.
  - Jason Kipnis, joueur de baseball américain.
  - Hillary Klimowicz, basketteuse américaine.
  - Martyn Rooney, athlète britannique. Champion d'Europe d'athlétisme du 400 m et du relais 4 × 400 m 2014 puis du 400 m 2016.
  - Julián Simón, pilote de vitesse moto espagnol. Champion du monde de vitesse moto 125 cm3 2009. (8 victoires en grand prix).
  - Rémi Stolz, joueur de rugby à XV français.
  - Salvatore Zizzo, footballeur italo-américain. (1 sélection avec l'équipe des États-Unis).
- 1988 :
  - Tim Krul, footballeur néerlandais. (8 sélections en équipe nationale).
  - Yannick Lesourd, athlète de sprint français. Médaillé d'argent du relais 4 × 100 m aux Mondiaux d'athlétisme 2011.
  - Mitch Fadden, hockeyeur sur glace canadien.
  - Lorca Van De Putte, footballeuse belge. (49 sélections en équipe nationale).
- 1989 :
  - Romain Alessandrini, footballeur français.
  - T.J. Brennan, hockeyeur sur glace américain.
  - Israel Folau, joueur de rugby à XIII et à XV australien. Vainqueur du The Rugby Championship 2015. (5 sélections avec l'Équipe d'Australie de rugby à XIII et 48 avec celle de rugby à XV).
  - Zsuzsanna Jakabos, nageuse hongroise. Champion d'Europe de natation du relais 4 × 200 m nage libre 2016.
  - Camille Lopez, joueur de rugby à XV français. (16 sélections en équipe de France).
  - Iveta Luzumova, handballeuse tchèque. (75 sélections en équipe nationale).
  - Guillaume Namy, joueur de rugby à XV français.
  - Michael Neal, hockeyeur sur glace canadien.
  - Michael Stephens, footballeur américain.
  - Antti Tyrväinen, hockeyeur sur glace finlandais.
- 1990 :
  - Karim Ansarifard, footballeur iranien. (54 sélections en équipe nationale).
  - Madison Brengle, joueuse de tennis américaine.
  - John Brown, joueur de foot U.S. américain.
  - Lee Hills, footballeur anglais.
  - Lovre Kalinić, footballeur croate. (11 sélections en équipe nationale).
  - Alfredo Mejía, footballeur hondurien. (15 sélections en équipe nationale).
  - Sotíris Nínis, footballeur grec. (33 sélections en équipe nationale).
  - Crina Pintea, handballeuse roumaine. (27 sélections en équipe nationale).
  - Annika Schleu, pentathlonienne allemande. Championne du monde de pentathlon moderne par équipes 2011 et du relais 2012. Championne d'Europe de pentathlon moderne par équipes 2010.
  - Dorothea Wierer, biathlète italienne.
- 1991 :
  - Ibrahima Conté, footballeur guinéen. (12 sélections en équipe nationale).
  - Markus Eisenbichler, sauteur à ski allemand. Champion du monde de saut à ski en mixte par équipes 2017
  - Blair Evans, nageuse australienne.
  - Iouri Ourytchev, hockeyeur sur glace russe. († 7 septembre 2011).
  - Abdoulaye Loum, basketteur français.
  - Hollis Thompson, basketteur américain.
- 1992 :
  - Simone Benedetti, footballeur italien.
  - Ana Bjelica, volleyeuse serbe. Médaillée de bronze aux Jeux de Tokyo 2020. Championne du monde féminine de volley-ball 2018. Championne d'Europe féminine de volley-ball 2017 et 2019. (162 sélections en équipe nationale).
  - Yuliya Efimova, nageuse russe.
  - Mathias Müller, hockeyeur sur gazon allemand. Médaillé de bronze aux Jeux de Rio 2016. (51 sélections en équipe nationale).
  - Camille Rassinoux, handballeuse française.
- 1993 :
  - Janick Klausen, athlète de saut en hauteur danois.
  - Moussa Konaté, footballeur sénégalais. (30 sélections en équipe nationale).
  - Jarvis Threatt, basketteur américain.
  - Kóstas Triantafyllópoulos, footballeur grec.
- 1994 :
  - Sebastián Canobra, footballeur uruguayen.
  - Frank Mason, basketteur américain.
  - Josip Radošević, footballeur croate. (1 sélection en équipe nationale).
- 1995 :
  - Sara Balzer, sabreuse française. Médaillée d'argent par équipes aux Jeux de Tokyo 2020 et en individuelle aux Jeux de Paris 2024. Médaillée d'argent par équipes aux Mondiaux 2022 et 2023. Médaillée de bronze par équipes aux CE 2017, championne d'Europe par équipes et médaillée de bronze en individuelle 2022 puis championne d'Europe par équipes et médaillée d'argent en individuelle 2023.
  - Adrien Rabiot, footballeur français. Vainqueur de la Ligue des nations 2021. (44 sélections en équipe de France).
  - Derrick Walton, basketteur américain.
- 1996 :
  - Ibrahima Conté, footballeur guinéen. (2 sélections en équipe nationale).
  - Fabián Ruiz, footballeur espagnol. Vainqueur de la Ligue des nations 2023. (25 sélections en équipe nationale).
  - Jacob Stockdale, joueur de rugby à XV irlandais. Vainqueur du Grand Chelem 2018. (20 sélections en équipe nationale).
- 1997 :
  - Gabriel Jesus, footballeur brésilien. (21 sélections en équipe nationale).
  - Julia Stierli, footballeuse suisse. (32 sélections en équipe nationale).
  - Zhao Xintong, joueur de snooker chinois.
- 1998 :
  - Gabriel Aubry, pilote automobile français.
  - Wout Faes, footballeur belge. (16 sélections en équipe nationale).
  - Max Purcell, joueur de tennis australien.
  - Jordan Tucker, basketteur américain.
- 1999 :
  - Mert Müldür, footballeur turc. (25 sélections en équipe nationale).
  - Jarred Vanderbilt, basketteur américain.
- 2000 :
  - Ewan Ashman, joueur de rugby à XV écossais. (12 sélections en équipe nationale).

## Décès

### XIXesiècle
- 1884 :
  - Jem Ward, 83 ans, boxeur anglais. (° 26 décembre 1800).

### XXesièclede1901à1950
- 1918 :
  - Charley Mitchell, 56 ans, boxeur anglais. (° 24 novembre 1861).
- 1936 :
  - Robert MacMillan, 75 ans, joueur de rugby à XV écossais. (° 3 avril 1865).
- 1942 :
  - Gustav Sule, 31 ans, athlète estonien spécialiste du lancer du javelot. (° 10 septembre 1910).
- 1945 :
  - Kalevi Sutinen, 30 ans, hockeyeur sur glace finlandais. (° 29 janvier 1915).
- 1946 :
  - Alf Common, 65 ans, footballeur anglais. (3 sélections en équipe nationale). (° 25 mai 1880).

### XXesièclede1951à2000
- 1953 :
  - Algot Lönn, 65 ans, coureur cycliste sur piste suédois. (° 18 décembre 1887).
- 1960 :
  - Luís Augusto Vinhais, 63 ans, entraineur de football brésilien. (° 10 décembre 1896).
- 1961 :
  - Eliseo Mouriño, 33 ans, footballeur argentin. (21 sélections en équipe nationale). (° 3 juin 1927).
- 1962 :
  - Benny Paret, 25 ans, boxeur cubain. (° 14 mars 1937).
- 1969 :
  - Lew Beck, 47 ans, joueur de basket-ball américain. (° 19 avril 1922).
- 1970 :
  - Johnny Jadick, 51 ans, boxeur américain. (° 16 juin 1908).
- 1972 :
  - Paul Kellner, 81 ans, nageur allemand. (° 6 juin 1890).
- 1977 :
  - Jack Ryder, 87 ans, joueur de cricket australien. (° 8 août 1889).
- 1979 :
  - Erich Rademacher, 77 ans, nageur et joueur de water polo allemand. (° 9 juin 1901).
- 1981 :
  - Rudolf Krčil, 75 ans, footballeur puis entraîneur  tchécoslovaque. (20 sélections en équipe nationale). (° 5 mars 1906).
- 1983 :
  - Michel Frutschi, 30 ans, pilote de vitesse moto suisse. (° 6 janvier 1953).
- 1985 :
  - Oreco, 52 ans, footballeur brésilien. Champion du monde de football 1958. (10 sélections en équipe nationale). (° 13 juin 1932).
  - Helmut Niedermayr, 69 ans, pilote automobile allemand. (° 29 novembre 1915).
- 1992 :
  - Roger Kindt, 46 ans, coureur cycliste belge. (° 18 septembre 1945).
- 1995 :
  - Bogusław Zych, 43 ans, escrimeur polonais. (° 10 décembre 1951).
- 1997 :
  - Sergueï Filatov, 70 ans, cavalier de dressage soviétique puis russe. Champion olympique en individuel aux Jeux de Rome 1960 puis médaillé de bronze en individuel et par équipes aux Jeux de Tokyo 1964. (° 25 septembre 1926).
  - Dan Swartz, 65 ans, joueur de basket-ball américain. (° 23 décembre 1934).
- 1999 :
  - Traian Iordache, 87 ans, footballeur roumain. (3 sélections en équipe nationale). (° 10 octobre 1911).

### XXIesiècle
- 2002 :
  - Ernst Stojaspal, 77 ans, footballeur puis entraîneur autrichien. (32 sélections en équipe nationale). (° 14 janvier 1925).
- 2005 :
  - Kader Firoud, 85 ans, footballeur puis entraîneur franco-algérien. (6 sélections avec l'équipe de France). (° 11 octobre 1919).
  - Rick Blight, 49 ans, hockeyeur sur glace canadien. (° 17 octobre 1955).
  - Aleksy Antkiewicz, 81 ans, boxeur polonais. (° 12 novembre 1923).
- 2006 :
  - Al Harker, 95 ans, footballeur américain. (° 11 avril 1910).
- 2007 :
  - Robin Montgomerie-Charrington, 91 ans, pilote automobile britannique. (° 23 juin 1915).
  - Simon Zimny, 79 ans, footballeur puis entraîneur français. (1 sélection avec l'équipe de France). (° 18 mai 1927).
- 2008 :
  - Hrvoje Čustić, 24 ans, footballeur croate. (° 21 octobre 1983).
- 2010 :
  - Yasunori Watanabe, 35 ans, joueur de rugby à XV japonais. (° 2 juin 1974).
- 2011 :
  - Gustavo Sondermann, 29 ans, pilote automobile brésilien. (° 17 février 1982).
- 2012 :
  - Xenia Stad-de Jong, 90 ans, athlète de sprint néerlandaise. Championne olympique du relais 4 × 100 m aux Jeux de Londres 1948. (° 4 mars 1922).
  - José María Zárraga, 81 ans, footballeur espagnol. Vainqueur de la Coupe des clubs champions 1956, 1957, 1958, 1959 et 1960. (8 sélections en équipe nationale). (° 15 août 1930).